# Migrationsamt
Das Migrationsamt ist eine Einheit der öffentlichen Verwaltung in der Schweiz, die sich mit Abläufen im Bereich Migration befasst. Am 1. Januar 2015 wurde das ehemalige Bundesamt für Migration (BFM) zum Staatssekretariat für Migration (SEM). Das Migrationsamt ist im Jahr 2005 mit der Fusion des Bundesamtes für Flüchtlinge (BFF) und des Amtes für Zuwanderung, Integration und Auswanderung entstanden.

## Aufgaben
Die Aufgaben des Migrationsamtes sind vor allem:
- Immigration: Einwanderung von Ausländern
- Emigration: Auswanderung von Inländern
- Migration: Wohnortsverlegungen von Inländern und Ausländern im Inland (z. B. Landflucht, Stadtflucht)

Jedoch ist das Migrationsamt auch für weiter Bereiche zuständig wie: Arbeit für EU-/EWR-Bürger oder andere Asylsuchende, Schutz vor Verfolgung, Integration und Einbürgerung.